# جان استوارت بیکر
جان استوارت بیکر (انگلیسی: John Baker; ۲۴ فوریهٔ ۱۹۳۶ – ۹ ژوئیهٔ ۲۰۰۷) فرد نظامی اهل استرالیا بود. وی همچنین برندهٔ جوایزی همچون نشان استرالیا شده‌است.